# 伍守恭
伍守恭（1900年2月25日—？），江蘇武進人。美國芝加哥大學法學博士，曾任外交部特派江蘇交涉員公署秘書以及科長、上海租界法律推事（法官）、東吳大學法學院教授、國民政府財政部諮議、建設委員會法律顧問、律師。

## 生平

### 早年
伍守恭是上海商業儲蓄銀行董事的兒子。他於1918年畢業於東吳大學第二中學並於同年進入東吳大學。在東吳大學就學期間他積極參與了各種大學活動，包含五四運動。他曾到菲律賓馬尼拉讀一年的書，後來到了美國芝加哥大學攻讀法學博士。在美國完成學業後，伍守恭到歐洲進行研究，曾經參加過國際聯盟大會於日內瓦第一次特別會議，會議結束後回到中國。

### 從業生涯
伍守恭於1925年6月被任命為外交部特派江蘇交涉員公署秘書，在幾個月內就被晉升為一等秘書。1925-1926年間他協助了上海混合法庭的交涉，隨後被任命為上海臨時法院的助理法官。1926年開始他辭去臨時法院的職務，在上海從事法律工作。

### 伍守恭在臺灣
1946年時臺省立法商學院前院長周憲文調任臺灣銀行經研室主任，由伍守恭於民國35年11月22日接任院長一職。